# Тріберг-ім-Шварцвальд
Тріберг-ім-Шварцвальд (нім. Triberg im Schwarzwald) — місто в Німеччині, знаходиться в землі Баден-Вюртемберг. Підпорядковується адміністративному округу Фрайбург. Входить до складу району Шварцвальд-Бар.
Площа — 33,32 км2. Населення становить 4656 ос. (станом на 31 грудня 2020).